# Пятихатский район

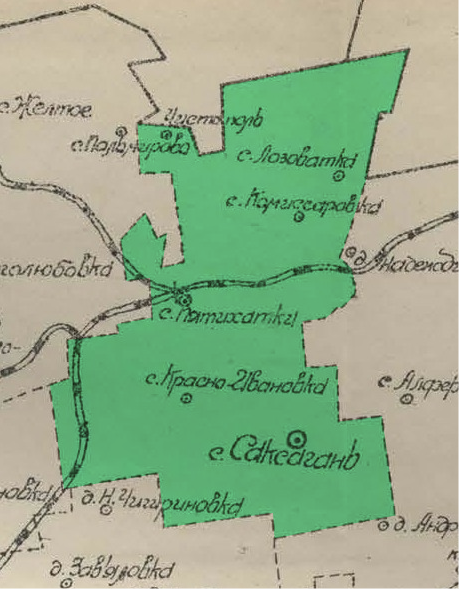
Саксаганский район в границах 1925 года

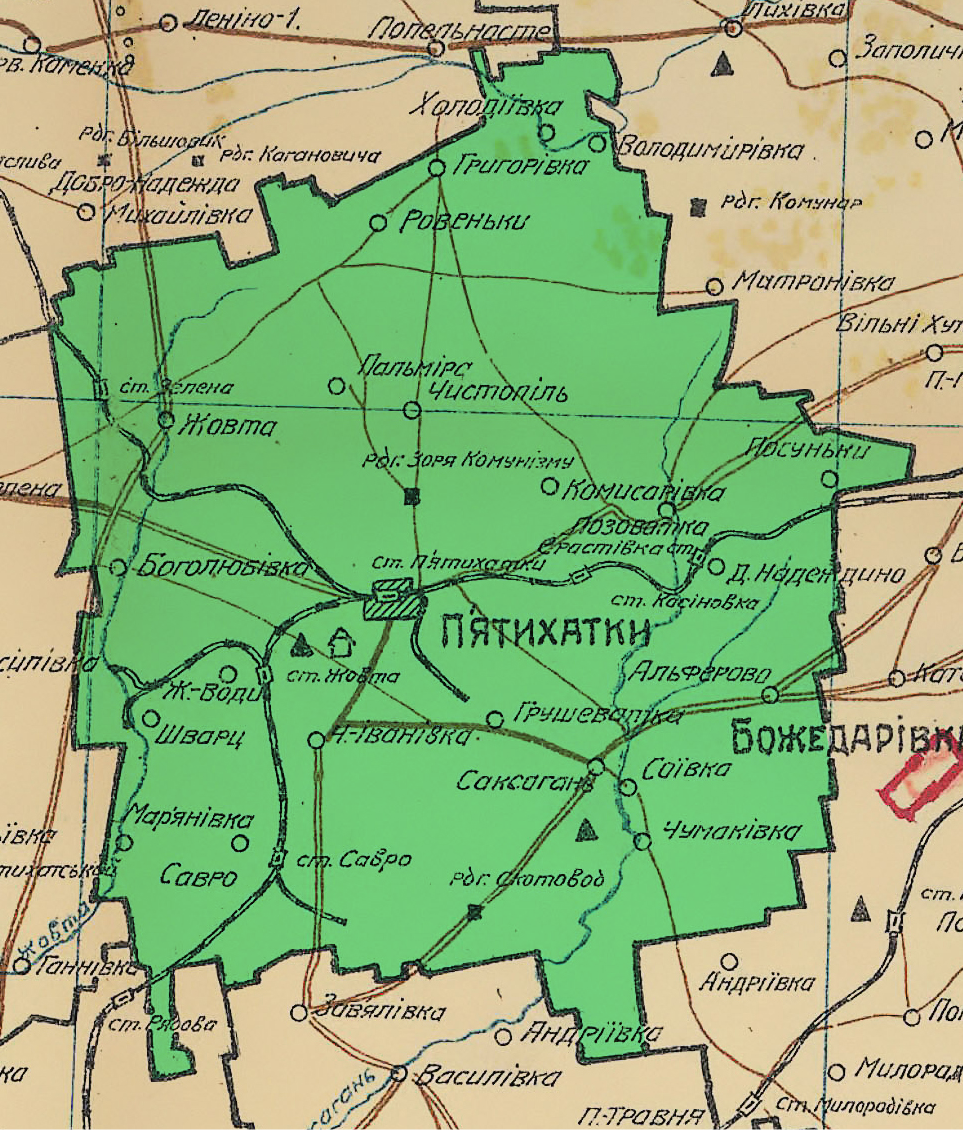
Пятихатский район в границах 1935 года

Пятиха́тский райо́н или Пятиха́тщина (укр. П'ятихатський район, П'ятиха́тщина) — упразднённая административная единица на северо-западе Днепропетровской области Украины. Административный центр — город Пятихатки.

## География
Район расположен на западе Днепропетровской области, в границах Приднепровской возвышенности. С ним соседствуют Криворожский, Софиевский, Верхнеднепровский, Криничанский районы и Желтоводский городской совет Днепропетровской области, Онуфриевский, Александрийский, Петровский районы Кировоградской области.
Площадь района — 1650 км².
На территории района протекают реки: Жёлтая, Саксагань, Омельник, Комиссаровка, Лозоватка, Демурина.

## История
Район образован в 1923 году в составе Криворожского округа Екатеринославской губернии.
12 ноября 1959 года к Пятихатскому району была присоединена часть территории упразднённого Криворожского района.
С 1991 по 1998 годы председателями районного совета были: Любовь Ивановна Шкода, Вячеслав Михайлович Сторожко, Виктор Семёнович Ткач (1998—2002), Надежда Степановна Алексеева (2006—2010), Анатолий Иванович Супрунов (2010—2014), Людмила Викторовна Мартынюк (2014—2015). В 1928 году завершено сооружение элеватора. Выпускали продукцию маслозавод, государственная мельница. Действовали райпромкомбинат и райпродторг. В декабре 1930 года образована МТС. Вначале в ней насчитывалось 30 тракторов. При МТС работали курсы трактористов. Среди первых механизаторов района — П. П. Никоза, И. Х. Кислый и др. В послевоенные годы выросла материально-техническая база колхозов и совхозов. Они имеют 600 тракторов, 130 зерновых комбайнов, 483 грузовых автомобиля и много другой техники. В 1949 году на железнодорожном узле была открыта новая больница, корпус средней школы № 2, построен клуб железнодорожников и библиотека.
В 1978 году 38 библиотек района объединены в Пятихатскую централизованную библиотечную систему.
В 2020 году район ликвидирован. На его территории образованы 4 территориальные громады: Лиховская, Вишневская, Саксаганская и Пятихатская с центром в г. Пятихатки.

## Демография
Население района составляет 53 275 человек (данные 2001 г.), в том числе в городских условиях проживают 25 526 человек, в сельских — 27 749 человек.
По переписи 2001 года распределение жителей района по родному языку было следующим:
- украинский — 92,32 %
- русский — 6,33 %

## Административное устройство
Район включает в себя:
| - Городских советов: 1 - Поселковых советов: 2 - Сельских советов: 16 | - Городов: 1 - Посёлков городского типа: 2 - Посёлков: 5 - Сёл: 80 |

### Местные советы[11]
- Пятихатский городской совет
- Вишневский поселковый совет
- Лиховский поселковый совет
- Беленщинский сельский совет
- Богдано-Надеждовский сельский совет
- Грушеватский сельский совет
- Желтянский сельский совет
- Зорянский сельский совет
- Ивашиновский сельский совет
- Комиссаровский сельский совет
- Лозоватский сельский совет
- Марьяновский сельский совет
- Пальмировский сельский совет
- Савровский сельский совет
- Саевский сельский совет
- Саксаганский сельский совет
- Троицкий сельский совет
- Холодиевский сельский совет
- Виноградовский сельский совет

### Населённые пункты[12]
пос. Авангард 

с. Александро-Григоровка 

с. Байковка 

с. Балковое 

с. Беленщина 

с. Березняк 

с. Богдано-Надеждовка 

с. Верхнекаменистая 

пос. Вершинное 

с. Весёлый Подол 

с. Виноградовка 

пгт Вишнёвое 

с. Владимировка 

с. Волочаевка 

с. Вольное 

с. Галина Лозоватка 

с. Грамовка 

с. Григоровка 

с. Грушеватка 

с. Демурино-Варваровка 

с. Дмитровка 

с. Долинское 

с. Желтоалександровка 

с. Жёлтое 

с. Запорожье 

пос. Заря 

пос. Зелёное 

с. Зелёный Клин 

с. Зелёный Луг 

с. Золотницкое 

с. Ивановка 

с. Ивашиновка 

с. Калиновка 

с. Каменное 

с. Касиновка 

с. Катериновка 

с. Комиссаровка 

с. Красная Воля 

с. Красноивановка 

с. Красный Луг 

с. Культура 

с. Кулябкино 

с. Липовое 

пгт Лиховка 

с. Лозоватка 

с. Лыкошино 

с. Марьяновка 

пос. Мирное 

с. Миролюбовка 

с. Мироновка 

с. Михайловка 

с. Нерудсталь 

с. Николаевка 

с. Нововасилевка 

с. Новозалесье 

с. Новоивановка 

с. Новотроицкое 

с. Новоукраинка 

с. Осыковатое 

с. Пальмировка 

с. Петровка 

с. Плоское 

с. Плоско-Тарановка 

с. Полтаво-Боголюбовка 

г. Пятихатки 

с. Радужное 

с. Ровеньки 

с. Савро 

с. Саевка 

с. Саксагань 

с. Семёновка 

с. Степовое 

с. Сухановка 

с. Терноватое 

с. Терно-Лозоватка 

с. Троицкое 

с. Трудолюбовка 

с. Холодиевка 

с. Цвелое 

с. Цевки 

с. Червоная Горка 

с. Червоная Дериевка 

с. Червоная Поляна 

с. Червоный Яр 

с. Чигриновка 

с. Чистополь 

с. Чумаки 

с. Яковлевка 

#### Ликвидированные населённые пункты[13]
с. Красные Луки 

с. Малые Лозки 

с. Новоалександровка 

с. Полевое 

с. Садовое 

с. Тихое 

с. Фастово 

с. Халайдовка 

## Политика
Относился к избирательному округу № 34.